# Filloa
La filloa és un plat típic a les postres de Galícia, conegut també en algunes zones com freixó o marrucho.
És un plat típic de l'Entroido (Carnaval) i de l'època de la matança del porc (Sant Martí). Les zones amb més tradició són la zona nord de la província de Lugo i algunes zones de la província d'Ourense, però en general es fan en moltes zones de Galícia.
Les filloes es fan amb ou, llet o aigua i farina de blat de moro o de blat, en diverses proporcions, i altres possibles ingredients, com cansalada, sal, sucre o ratlladura de llimona, segons els costums locals que donen lloc a diferents receptes. Aquests ingredients es barregen per donar lloc a una massa semilíquida que es fregeix en una paella especial anomenada fiolleira o sobre una planxa, pedra o pissarra adequada per aquest fi.
En l'època de la matança són típiques les filloes de sang, elaborades amb els mateixos ingredients i afegint-hi sang de porc i, de vegades, panses, llardons, mel o sucre.
Hi ha diverses festes gastronòmiques on la protagonista és la filloa a diverses localitats de Galícia, entre elles Lestedo (al municipi de Boqueixón), Sada, Muimenta (Cospeito), Valongo (Cotobade), A Baña, Vilagarcía de Arousa i O Barco de Valdeorras.